# خياطة تنجيدية مستعرضة

خياطة تنجيدية مستعرضة

الخياطة التنجيدية المستعرضة (بالإنجليزية: horizontal mattress suture)‏ هي تقنية لخياطة الجروح تُستخدم لغلق الجروح. وتقوم بقلب الجلد إلى الخارج وتنشر الأوتار على امتداد حافة الجرح. وهذا يجعل مسك الجلد الهش وكذلك الجلد الموجود أسفل الوتر العالي مثل الحواف البعيدة لـلتمزق الكبير مثاليًا أو مثل المسك الأولي للخياطة الجراحية في الإصلاحات المعقدة.
تقنية الخياطة التنجيدية المستعرضة آمنة للغاية بحيث يمكن أن تتيح توفير إمداد الدم للأنسجة الموجودة في مكان الغرزة. ويمكن أن يكون هذا مفيدًا لمنع نزيف الجروح إلا أنه قد يسبب اختناق ونخر الجلد إذا تم ربطها بشدة. ويمكن في بعض الأحيان وضع مواد توسيد داخل الغرزة لتخفيف هذا التأثير. ومثل غرز الفراش الأخرى، يمكن أن تترك غرزة الفراش الأفقية في بعض الأحيان ندبات جلدية صغيرة تُدعى "علامات السكة الحديد"؛ ولهذا السبب نادرًا ما تُستخدم على الوجه، وتتم إزالتها على وجه السرعة حتى عندما يتم وضعها في مكان آخر. وتتميز العقدة بأنها تكون موازية بجوار حافة الجرح.